# Kielská vzpoura

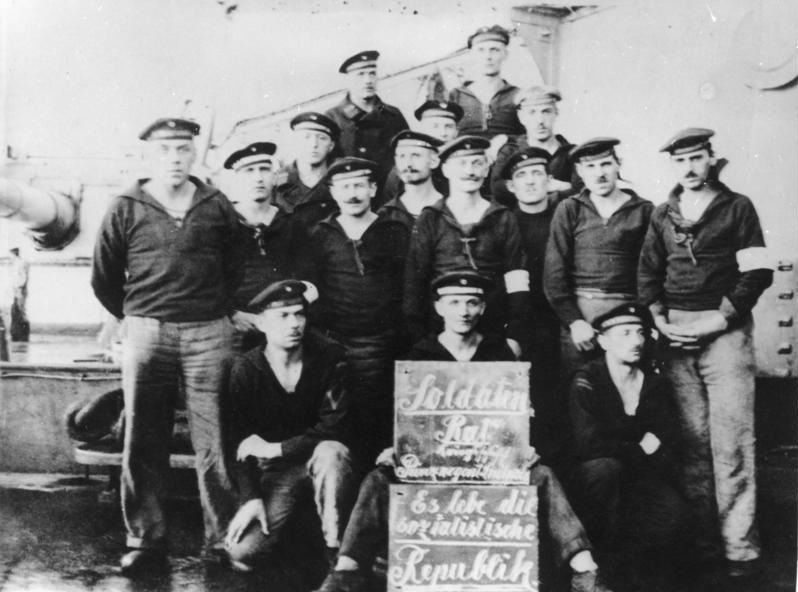
Vojenská rada vzbouřených námořníků z bitevní lodi SMS Prinzregent Luitpold

Kielská vzpoura (německy Kieler Matrosenaufstand) bylo povstání námořníků Širokomořského loďstva, ke kterému došlo na konci první světové války v severoněmeckém přístavním městě Kiel. Ačkoliv k projevům odporu k pokračující válce docházelo u posádek lodí německé flotily již od konce října, za počátek vzpoury bývá považován 3. listopad 1918, kdy námořníci podporovaní vojáky kielské posádky a dělníky zdejších loděnic podnikli ozbrojený pokus o vysvobození svých dříve uvězněných druhů. Revolta se z Kielu rozšířila po celém Německu a zahájila tak listopadovou revoluci, v jejímž důsledku došlo k pádu císařství a založení Výmarské republiky.

## Situace německého loďstva na konci války
Německé Širokomořské loďstvo se v průběhu války neúspěšně pokoušelo vylákat část početnější britské flotily ke konfrontaci, jež by vedla k vítězné bitvě a následnému vyrovnání vzájemných sil. Britové se po celou válku soustředili na účinnou blokádu Německa a zadržování hlavní části císařského loďstva v Deutsche Bucht a Baltském moři, přičemž k největšímu vzájemnému střetnutí došlo v létě roku 1916 v bitvě u Jutska. Strategická převaha však i přes dílčí německé úspěchy zůstala po celou válku na straně Grand Fleet.

Plán útoku německého loďstva

Poté, co na podzim roku 1918 postupně kapitulovalo Bulharsko, Osmanská říše i Rakousko-Uhersko, ocitlo se izolované a obklíčené Německo v bezvýchodné vojenské situaci. Nová vláda prince Maxe Bádenského přijala 20. října požadavek amerického prezidenta Wilsona na ukončení neomezené ponorkové války a bylo zřejmé, že budou brzo zahájena jednání o příměří s Dohodou. Německé velení se obávalo, že po prohrané válce bude Německo donuceno vzdát se značené části svého námořnictva. V říjnu se proto velení německého námořnictva rozhodlo k zoufalé operaci, kdy se německá flotila měla pokusit prolomit britské obklíčení a svést s nepřítelem rozhodující bitvu. Velitel loďstva, admirál Franz von Hipper obdržel rozkaz k útoku od admirála Reinharda Scheera 22. října v přístavu Wilhelmshaven. Německé loďstvo mělo buď napadnout pobřeží východní Anglie, nebo podniknout výpad k pobřeží Flander.
Admirál Hipper naplánoval, že celé Širokomořské loďstvo o síle 17 bitevních lodí, 5 bitevních, 14 lehkých a 2 minových křižníků a 60 torpédoborců vypluje z Helgolandské zátoky, načež měly lehké křižníky a torpédoborce napadnout britské lodě při ústí Temže a bitevní křižníky předzvědného svazu pod velením kontradmirála Ludwiga von Reutera měly zaútočit na lehké dohodové síly operující u pobřeží Flander. Německý plán předpokládal, že tento útok vyprovokuje hlavní část britských sil hlídkující u skotského pobřeží k protiútoku. Do cesty Grand Fleet měly mezitím minové a lehké křižníky 4. předzvědné skupiny, v jejímž čele stál kontradmirál Johannes von Karpf, spolu s torpédoborci rozmístit v pěti pásech 1 500 min. K napadení britských bitevních lodí a křižníků mělo být navíc v Severním moři soustředěno 25 německých ponorek. Plán výpadu rozpracovaný štábem Širokomořského loďstva byl 27. října schválen admirálem Scheerem, přijalo jej nejvyšší velení a souhlasil s ním i císař Vilém. Tato riskantní akce proti britské přesile počítala s velkými ztrátami na obou stranách. Německé velení však doufalo v porážku a oslabení Grand fleet, která by mohla dopomoci k lepším pozicím při chystaném vyjednávání o příměří. Termín zahájení výše zmíněné operace byl stanoven na 30. října. Britské velení dostávalo zprávy o aktivitě německých ponorek i minolovek a předpokládalo, že před koncem války dojde k výpadu Širokomořského loďstva do Severního moře.

## Vzpoura ve Wilhelmshavenu
Kázeň se v posádkách německého loďstva uvězněného v přístavech začala uvolňovat ještě v průběhu války a s blížící se porážkou pak začala na německých palubách upadat i morálka. Napětí stupňovalo i snižování přídělů potravin a zprávy o revolučních událostech v Rusku. Plánované vyplutí a pokus o průlom, jež byly maskovány jako hromadné taktické cvičení, se nepodařilo před členy posádek skrýt. Neklid a neuposlechnutí rozkazů byly 29. října zaznamenány u bitevních křižníků SMS Derfflinger a SMS Von der Tann kotvících v ústí řeky Jade nedaleko Schilligu, jejichž topiči se odmítli vrátit z vycházek na břehu a na paluby svých lodí museli být přivedeni až násilím. Rozkazy k naplánovanému útoku předal admirál Hipper večer 29. října svým podřízeným na palubě SMS Baden. Ačkoliv důstojníci rozkazy uvítali, v řadách mužstva se rychle rozšířila nespokojenost a námořníci odmítali povely uposlechnout. Vzbouřenci nesouhlasili s „obětováním“ celé flotily i jejich posádek a část námořníků se domnívala, že se vrchní velení snažilo tímto útokem zmařit pokusy nové vlády o uzavření příměří. Nespokojení námořníci se ještě ten večer začali srocovat na palubách a docházelo mezi nimi k hučení, pískání a oslavování míru a prezidenta Wilsona. Kromě admirálovy vlajkové lodě SMS Baden dostal Hipper zprávy o hrubém porušování kázně z lodí SMS Markgraf, SMS König, SMS Kronprinz Wilhelm, SMS Helgoland, SMS Thüringen a SMS Kaiserin a zprávy o výtržnostech přišly i z křižníku SMS Regensburg kotvícího v Cuxhavenu. Aby nedošlo k otevřené vzpouře, rozhodl se admirál Franz von Hipper již v noci na 30. října svůj rozkaz k vyplutí odvolat.

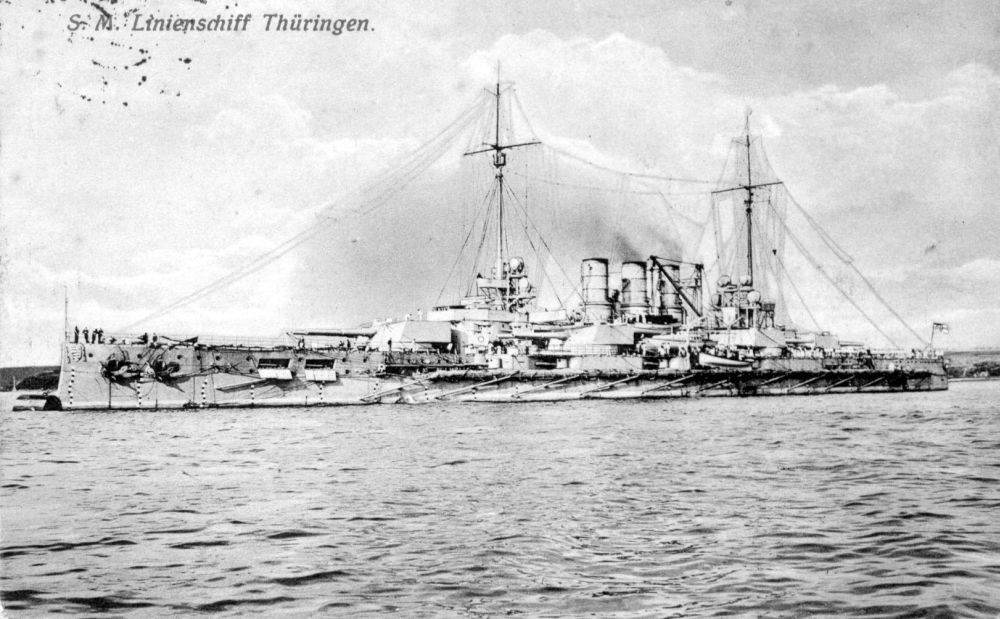
SMS Thüringen

Admirál Hipper následně rozhodl, že k Flandrům vyplují alespoň torpédoborce a jádro flotily je bude následovat k hranici minových polí v Helgolandské zátoce. Velitelé ponorek a torpédoborců admirálovi na poradě nabídli, že mohou pomoci s potlačením případné vzpoury na těžkých lodích. S novými rozkazy se vzbouřili námořníci na Helgolandu a Thüringenu, kteří poškodili kotevní zařízení a pokusili se uhasit ohně pod kotli. Rozkaz potlačit tuto vzpouru vydal Hipper veliteli 1. eskadry, viceadmirálu Friedrichu Boedickerovi. Boedicker, který dostal k dispozici tři torpédoborce, ponorku a rotu námořní pěchoty z Wilhelmshavenu, vyslal 31. října ráno na palubu SMS Thüringenu 200 ozbrojených námořních pěšáků. Vzbouřenci na Thüringenu se však zabarikádovali v baterii na přídi a na pomoc jim přispěchali i námořníci z Helgolandu, kteří namířili děla na ponorku SM U-135. Když dosud loajální námořníci z Thüringenu namířili záďová děla na Helgoland a k Thüringenu připlul torpédoborec připravený k palbě, vzbouřenci kapitulovali. 350 námořníků z Thüringenu a dalších 150 z Helgolandu bylo převezeno do vězení ve Wilhelmshavenu. Po potlačení vzpoury na lodích Helgoland a Thüringen se admirál Hipper rozhodl k rozdělení loďstva. 1. eskadra byla odeslána do Cuxhavenu, 3. eskadra se skrze Kielský průplav měla plavit do Kielu a v ústí Jade byla ponechána pouze 4. eskadra.

## Povstání v Kielu

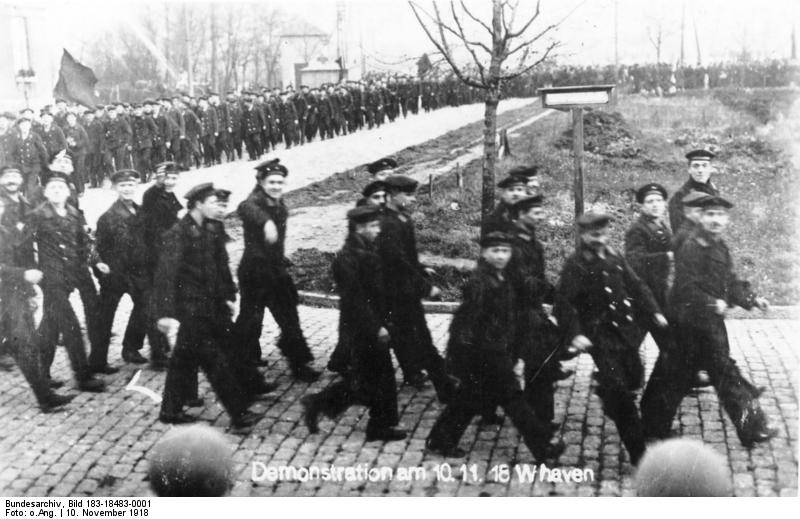
Vzbouření námořníci ve Wilhelmshavenu

Velitel 3. eskadry, viceadmirál Hugo Kraft se po připlutí do Kielu rozhodl 31. října uvěznit 47 nejaktivnějších účastníků demonstrace z lodi SMS Markgraf a dalších 200 námořníků zařadil do trestné jednotky, což však ve zbytku posádky znovu vedlo k projevům odporu. 1. listopadu požadovala posádka lodi v rezoluci propuštění zajatců a po odmítnutí byla na druhý den svolána demonstrace. Velitel námořní základny admirál Wilhelm Souchon vyhlásil nad Kielem stav obležení a posádce vydal zákaz opouštět kasárny. Dvě roty námořní pěchoty určené k rozehnání protestujících námořníků však také vypověděly poslušnost a k námořníkům a vojákům se přidali i dělníci z místních loděnic. Dav složený z námořníků a přístavních dělníků se 3. listopadu pokusil vysvobodit uvězněné vzbouřence z lodi Markgraf, avšak dosud loajální námořníci z torpédoborců jej palbou dokázali rozehnat. Bylo usmrceno osm lidí a 29 povstalců bylo těžce raněno.

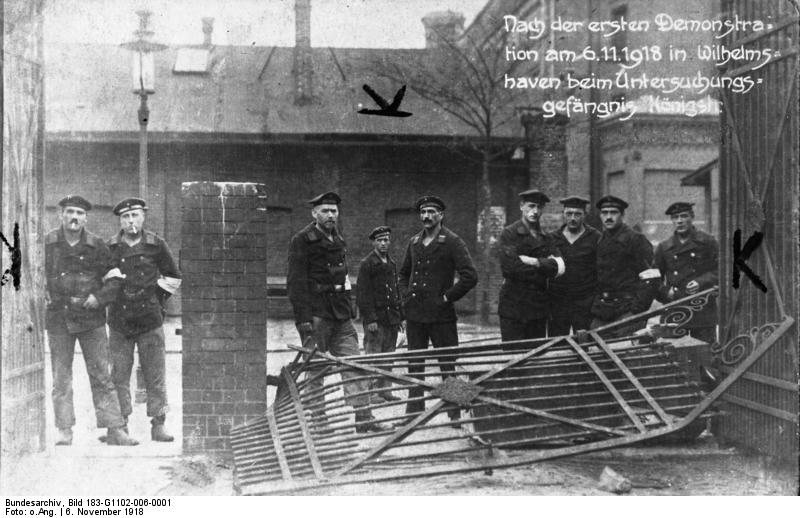
Demonstrující námořníci ve Wilhelmshavenu

Krveprolití v Kielu vyvolalo pobouření jak mezi námořníky tak i u vojáků místní posádky. Viceadmirál Kraft se pokusil situaci uklidnit tak, že 4. listopadu vyplul pod záminkou cvičení s eskadrou z přístavu na moře. V Kielu však mezitím došlo k otevřenému povstání a zakládání vojenských a dělnických rad. Wilhelm Souchon obdržel petici, která kromě propuštění vězněných námořníků požadovala i uzavření míru, abdikaci Hohenzollernů a rovná politická práva. Po admirálově odmítnutí vnikli vzbouřenci do vězení a vězně osvobodili. Když se pak do přístavu vrátily lodě Souchonovy eskadry, došlo 5. listopadu k otevřené vzpouře i na jejich palubách. Na většině těžkých lodí vyvěsili námořníci rudé prapory a na Königu došlo při střetnutí mužstva s důstojníky k usmrcení korvetního kapitána Bruna Heinemanna a poručíka Wolfanga Zenkera a velitel lodi, námořní kapitán Carl Wilhelm Weniger byl povstalci v potyčce těžce raněn. Revoluční situaci v Kielu přijel zklidnit socialista a představitel SPD Gustav Noske. V dalších dnech se vzpoura z Kielu přesto rozšířila i na další německé námořní základny a přístavy. Ve Wilhelmshavenu převzala velení námořní rada 5. listopadu a revoluce se rychle rozšířila i do Lübecku, Brém či Hamburku.

## Důsledky
Vzpoura námořníků stála na počátku listopadové revoluce, v jejímž důsledku byl donucen abdikovat nejen samotný císař Vilém, který uprchl do nizozemského exilu, ale i 22 dalších německých panovníků. Dělnické rady byly záhy po revoltě kielských námořníků zakládány i v dalších průmyslových centrech. V Mnichově revoluce vypukla 8. listopadu a do Berlína se dostala o den později. Moc v hlavním městě předal Max Bádenský do rukou sociálních demokratů a došlo k ustanovení Výmarské republiky. Jejím prvním kancléřem a budoucím prezidentem se stal sociální demokrat Friedrich Ebert, čímž byl zmařen pokus radikální levice o ustanovení republiky rad podle ruského vzoru. 11. listopadu pak německá delegace přistoupila na podmínky příměří nedaleko francouzského Compiègne, čímž skončila první světová válka.
Německé Širokomořské loďstvo bylo po zastavení bojů Brity internováno na Orknejích ve Scapa Flow. Poté, co při mírových jednáních vyšlo najevo, že si vítězové chtějí německé loďstvo rozdělit, vydal velitel Ludwig von Reuter 21. června 1919 rozkaz k potopení celé německé flotily, čímž zaniklo jádro německého námořnictva.